# Thérèse Humbert
Thérèse Humbert, nata Daurignac (Aussonne, 1856 – Parigi, dopo il 1936), è stata una criminale francese, protagonista di una truffa che portò a un processo intercorso tra il 1902 e il 1903.

## Storia
Thérèse sposò Frédéric Humbert, figlio di Gustave Humbert (sindaco di Tolosa e successivamente ministro della giustizia). I due decisero di architettare una truffa affermando di aver ricevuto un'eredità da un miliardario statunitense realmente vissuto, Robert Crawford, la cui somma (100 milioni) era chiusa in una cassaforte negli USA e bloccata momentaneamente per motivi legali. 
La coppia riuscì ad imbrogliare molti avvocati francesi, ottenendo grandi prestiti e solo quando si chiese di aprire quella cassaforte ed essa venne ritrovata vuota si comprese la verità: i due non avevano ottenuto alcuna eredità. Subito furono arrestati a Madrid e condannati.

## Cultura di massa
Il regista Marcel Bluwal nel 1983 ideò una breve serie televisiva di quattro puntate intitolata Thérèse Humbert con protagonista Simone Signoret ispirata alle vicende giudiziarie.